# Мальцев, Глеб Георгиевич
Гле́б Гео́ргиевич Ма́льцев (7 марта 1988, Павлодар) — казахстанский футболист, нападающий.

## Карьера

### Клубная
Воспитанник павлодарского футбола. Первые тренеры — В. А. Березюк, А. И. Казаков. Начинал карьеру в клубе казахстанской Суперлиги «Есиль-Богатырь» и в дубле «Энергетика» из родного Павлодара, который на тот момент играл в первой лиге. С 2007 года играет в составе команды «Иртыш». В сезоне 2011 стал лучшим бомбардиром клуба, забив 10 голов в рамках чемпионата страны. В 2012 году у форварда были выявлены серьезные проблемы со здоровьем, израильские врачи утверждают, что, обследуя Глеба, они столкнулись с довольно интересной ситуацией. Дело в том, что сердце у него начинает болеть только тогда, когда он спокоен. В январе 2013 оформил отношения с шымкентским «Ордабасы». В мае покинул клуб из-за нехватки игровой практики.

### В сборной
11 октября 2008 года дебютировал в национальной сборной Казахстана. Игра проходила в рамках отборочного этапа ЧМ-2010 на «Уэмбли» и завершилась победой команды Англии 5:1.

#### Матчи и голы
| Матчи и голы Мальцева за сборную Казахстана | Матчи и голы Мальцева за сборную Казахстана | Матчи и голы Мальцева за сборную Казахстана | Матчи и голы Мальцева за сборную Казахстана | Матчи и голы Мальцева за сборную Казахстана | Матчи и голы Мальцева за сборную Казахстана |
| №                                           | Дата                                        | Оппонент                                    | Счёт                                        | Голы                                        | Соревнование                                |
| ------------------------------------------- | ------------------------------------------- | ------------------------------------------- | ------------------------------------------- | ------------------------------------------- | ------------------------------------------- |
| 1                                           | 11 октября 2008                             | Англия                                      | 1:5                                         | —                                           | Отборочные матчи ЧМ-2010                    |
| 2                                           | 3 сентября 2010                             | Турция                                      | 0:3                                         | —                                           | Отборочные матчи ЧЕ-2012                    |
| 3                                           | 7 сентября 2010                             | Австрия                                     | 0:2                                         | —                                           | Отборочные матчи ЧЕ-2012                    |

Итого: 3 матча / 0 голов; 0 побед, 0 ничьих, 3 поражения.